# Mojón Grande
Mojón Grande är en ort i Argentina.   Den ligger i provinsen Misiones, i den nordöstra delen av landet, 800 km norr om huvudstaden Buenos Aires. Mojón Grande ligger 327 meter över havet och antalet invånare är 2 233.
Terrängen runt Mojón Grande är kuperad åt nordost, men åt sydväst är den platt. Mojón Grande ligger uppe på en höjd. Närmaste större samhälle är San Javier, 18,2 km söder om Mojón Grande.
I omgivningarna runt Mojón Grande växer huvudsakligen savannskog. Runt Mojón Grande är det ganska glesbefolkat, med 31 invånare per kvadratkilometer.